# Qoros 3
Qoros 3 (рус. Корос 3) — компактный седан, первый автомобиль израильско-китайской компании Qoros, который начал выпускаться в январе 2014 года в Китае. Также летом 2014 года он начал производиться в Европе (мелкосерийно он ранее продавался в Словакии). Позже автомобиль должен появиться в кузовах универсал и SUV. Дизайном автомобиля занимался Герт Хильдебранд, до этого проектировавший экстерьер автомобилей Mini. Помимо известного дизайнера, в процессе создания автомобиля были задействованы такие компании, как Microsoft, Magna Steyr, Bosch и другие.
Qoros 3 стал лучшим автомобилем в классе в 2013 году по версии Euro NCAP.

## Появление
Информация о первом автомобиле компании впервые появилась в ноябре 2011 года, когда произошла презентация нового китайского бренда Qoros, нацеленного на рынок Европы. Тогда стало известно, что это будет небольшой седан, который также будет продаваться на внутреннем рынке. В начале декабря 2012 года были показаны тизеры седана. Тем не менее, первым концептом компании стало купе, представленное в середине декабря 2012 года. Через 5 дней после этого Qoros объявили, что на Женевском автосалоне они покажут также кроссовер (хотя ни купе, ни кроссовер показаны не были). Ещё через 5 дней появились официальные фотографии седана (под названием GQ3).
В марте 2013 на автосалоне в Женеве был показан седан Qoros 3, а также прототипы универсала и кроссовера на базе седана.

## Описание
Qoros 3 может оснащаться бензиновым атмосферным четырёхцилиндровым рядным 1,6-литровым двигателем мощностью 126 лошадиных сил, а также его турбированным аналогом мощностью 156 л. с. Позже должны появиться 1,2 и 1,6-литровые моторы. Мощность передаётся через 6-ступенчатую механическую, либо преселективную коробку передач.
Хетчбэк Qoros 3, представленный на автосалоне в Гуанчжоу, стал первым автомобилем, на котором дебютировал мотор нового типа без распредвала.
В стандартное оснащение автомобиля входит развлекательная система с 8-дюймовым экраном, аудиосистема с 8 динамиками, центральный замок, электропривод и обогрев зеркал и стеклоподъёмников. В опции входят камера заднего вида, климат и круиз-контроль, электропривод передних сидений и система «старт-стоп». Из опций безопасности присутствуют АБС, ESP, подушки безопасности и электроусилитель руля. 

## Qoros 3 GT
Вариант седана-кроссовера Qoros 3 был известен как Qoros 3 GT, оснащенный 1,6-литровым двигателем с турбонаддувом, пластиковой обшивкой, напоминающей кроссовер, а также увеличенным дорожным просветом и дорожным просветом.  

## Qoros 3 City SUV
Qoros 3 City SUV — компактный кроссовер, созданный на базе хэтчбека Qoros 3. Внедорожник Qoros 3 City дебютировал в ноябре 2014 года на автосалоне в Гуанчжоу . Цены на городской внедорожник варьируются от 139 900 до 179 900 юаней (22 470–28 900 долларов США).
| Характеристики    | [ 14 ]                             |
| ----------------- | ---------------------------------- |
| Шины              | 205/55 R16, 205/50 R17, 225/40 R18 |
| Передние тормоза  | Дисковые 320 мм                    |
| Задние тормоза    | Дисковые 285 мм                    |
| Передняя подвеска | Стойки Макфёрсон                   |
| Задняя подвеска   | Балка кручения                     |

## Безопасность
Qoros 3 является первым китайским автомобилем, получившим 5 звёзд в краш-тесте Euro NCAP.
| Euro NCAP                                                          | Euro NCAP | Euro NCAP | Euro NCAP             |
| ------------------------------------------------------------------ | --------- | --------- | --------------------- |
| · общий рейтинг                                                    |           |           |                       |
| 95%                                                                | 87%       | 77%       | 81%                   |
| взрослый пассажир                                                  | ребёнок   | пешеход   | активная безопасность |
| Протестированная модель: Qoros 3 Sedan 1.6T 'Elegance', LHD (2013) |           |           |                       |